# Batalla de Carpio
La batalla del Carpio (23 de noviembre de 1809) fue una victoria española sobre las tropas de ocupación francesas junto a esta localidad vallisoletana cercana a Medina del Campo, en el transcurso de la Guerra de Independencia Española. 
Las tropas napoleónicas ocupaban la ciudad con 10 000 hombres a las órdenes del general Kellerman; los españoles avanzaron sobre ella con una fuerza que integraban aproximadamente 19 000, mandados por el duque del Parque.
La acción se trabó en una altura muy próxima a la ciudad y singularizó, desde los primeros momentos, por su rudeza. En esta lucha murieron dos distinguidos jefes españoles, Salvador de Molina y el coronel Juan Drimgold. Los franceses fueron rechazados y dejaron libre la plaza, pero esta victoria no pudo considerarse decisiva para la conclusión de las hostilidades.
Pocos días después, el 28 de noviembre, los franceses se tomaron la revancha en la batalla de Alba de Tormes.